# Резолюция 252 на Съвета за сигурност на ООН
Резолюция 252 на Съвета за сигурност на ООН е приета на 21 май 1968 г. по повод ситуацията в Близкия изток.
Като припомня Резолюция 2253 (ES-V) на Общото събрание от 4 юли 1967 и Резолюция 2254 (ES-V) на Общото събрание от 14 юли 1967 г., подчертавайки, че от момента на тяхното приемане Израел е предприел мерки и действия единствено в нарушение на тези резолюции, и като потвърждава, че завладяването на чужди територии по пътя на войната е недопустимо, Резолюция 252 осъжда неизпълнението от страна на Израел на посочените резолюции на Общото събрание и обявява, че всички законодателни и административни мерки и действия, предприети от Израел, в това число и експроприирането на земи и намиращо в тях имущество, с цел да се измени правния статут на Йерусалим, са недействителни и не могат да изменят този статут. В тази връзка Съветът се обръща към Израел с настоятелния призив страната да отмени всички въведени от нея подобни мерки и да се въздържа от по-нататъшни действия, които имат за цел да изменят правния статут на града.
Резолюция 252 е приета с мнозинство от 13 гласа, като двама членове на Съвета гласуват „въздържали се“ – представителите на Канада и на Съединените щати.